# Guamanique de Puerto Rico
Guamanique es una compañía folklórica dedicada a preservar y promover los bailes y la música tradicional de Puerto Rico. Esta compañía fue fundada en 1994 por su director y coreógrafo, Dr. Eduardo Calderón, en el pueblo de Vega Baja. Desde entonces, Guamanique de Puerto Rico ha trabajado arduamente en muchísimos escenarios a nivel nacional e internacional, mostrando lo mejor de la cultura puertorriqueña por medio del talento de jóvenes comprometidos a reforzar y conservar las piezas idiosincráticas que definen la identidad del pueblo puertorriqueño.

## Etimología
Guamanique fue el nombre del cacique indígena taíno del área de Guayama, en el sur de la Isla de Puerto Rico. Representa el reconocimiento a las raíces precolombinas y su legado perpetuo en las costumbres y tradiciones de los puertorriqueños.

## Compañía folklórica
Actualmente la agrupación está incorporada al Estado Libre Asociado de Puerto Rico, al Instituto de Cultura Puertorriqueña y trabaja en colaboración con La Compañía de Turismo de Puerto Rico en el desarrollo estratégico de actividades culturales que impacten a público local y visitante, en vías de promover el esparcimiento del conocimiento sobre los bailes y la música tradicionales de Puerto Rico. 
Además, la compañía pertenece a La Organización Internacional del Arte Popular (IOV) y recientemente forma parte de la Red de Festivales Folkóricos de América y del Caribe (REDEFEST). Entre otras funciones, ambas organizaciones facilitan la creación y el desenvolvimiento de festivales internacionales donde se muestran las diferentes manifestaciones culturales de distintos países del mundo.
Por más de 10 años, Guamanique ha demostrado con orgullo y esfuerzos el valor de la cultura en convenciones, festivales locales, festivales internacionales de folklore, obras teatrales, comunidades especiales, escuelas, entre otros.
Estampas
MÚSICA JÍBARA
Desde el comienzo del periodo de colonización, centenares de españoles vinieron a vivir a la Isla. Una gran parte de la población se concentró en la región central montañosa. Ellos trajeron consigo sus costumbres y tradiciones, incluyendo la música y los bailes. Con el paso de los siglos, esos patrones culturales evolucionaron y se convirtieron en nuestros. Al mismo tiempo, la música y los bailes cambiaron. El Cuatro, nuestro instrumento nacional y los ritmos llamados del Seis aparecieron como patrimonio. Caracterizándose por su música muy melódica y bailes usualmente sencillos. Empero, éstos demuestran los momentos de felicidad del jíbaro puertorriqueño.
DANZA
La Danza es un género musical nativo de Puerto Rico, que está altamente influenciado por la contra dance francesa y el danzón cubano. La Danza es una forma de música compleja que puede ser variada en su expresión... Sus letras pueden ser tanto románticas como festivas. Aunque sus orígenes no están muy claros, probablemente surgió para 1840 como reacción en contra de la rígida contradanza española que ya se bailaba y fue fuertemente influenciada por los inmigrantes cubanos con su música habanera. El género continuó su evolución hasta que fue llevada a un nivel artístico por parte de Manuel G. Tavarez. Su discípulo Juan Morel Campos la adoptó y la desarrolló hasta su nivel máximo de expresión.
BOMBA
Bomba es la música y baile de herencia africana. En ella se tocan dos o más barriles, dos palos de madera llamados los cuás y una maraca de higüera. El baile consiste de un diálogo rítmico entre el tocador de bomba y los bailarines. Los movimientos ejecutados por ellos, serán ritmos cambiantes que emitirá el bombero en su barril llamado primo o subidor, creando así una esplendorosa interpretación por ambas partes. La Bomba fue, y continúa siendo, una expresión cargada de emociones y sentimientos profundos.
VEJIGANTES
Estas son máscaras típicamente utilizadas en el Carnaval de Ponce. Este carnaval coincide con el Mardi Gras, el Carnaval de Río de Janeiro y el de Venecia. Las máscaras de Ponce son diferentes a las que se usan en Loíza. Mientras que las de Loíza son hechas de la cáscara de coco, éstas son hechas de paper maché y se asemejan a las máscaras usadas en la República Dominicana en los carnavales precuaresmales.
PLENA
La Plena es la mezcla de ritmos españoles y africanos, creados a través de siglos de experiencias e interacciones culturales. Esta es la forma de expresión musical más joven, originaria de la ciudad de Ponce. Además, es considerada como el periódico musical, porque con sus letras se cuentan los acontecimientos de los barrios de Puerto Rico. La plena usualmente se toca al ritmo de los panderos (pleneros), el cuatro, la guitarra española y el güiro. Igualmente, la melodía puede ser interpretada por el acordeón o un clarinete.

## Países visitados
AMÉRICA DEL NORTE
- Estados Unidos de América : (New York, Connecticut)
- México

AMÉRICA DEL SUR
- Argentina
- Brasil
- Colombia
- Ecuador
- Venezuela

ASIA
- Corea del Sur

EUROPA
- Alemania
- Austria
- Bulgaria
- España
- Francia
- Finlandia
- Hungría
- Países Bajos
- Polonia
- Portugal
- República Checa
- Rusia
- Suecia